# ハンス・マイレ
ハンス・マイレ（ドイツ語: Hans Maile, 1939年7月19日 - ）は、ドイツのヴァイオリン奏者。

## 経歴
1939年、シュトゥットガルト生まれ。少年の頃からティボール・ヴァルガに師事し、デトモルト音楽大学でヴァルガの助手をしながら研鑽を積んだ。
1968年からベルリン放送交響楽団のコンサートマスターを務めつつ、独奏や室内楽でも活動した。1972年からピアニストのホルスト・ゲーベルとチェリストのルネ・フロストとでゲーベル三重奏団を結成した。また、1990年から2004年までバイロイト音楽祭管弦楽団のコンサートマスターを務めた。